# Olympische Sommerspiele 2000/Teilnehmer (Liberia)
| Gelbes Symbol für Goldmedaillen mit stilisierten Olympischen Ringen | Graues Symbol für Silbermedaillen mit stilisierten Olympischen Ringen | Braundes Symbol für Bronzemedaillen mit stilisierten Olympischen Ringen |
| ------------------------------------------------------------------- | --------------------------------------------------------------------- | ----------------------------------------------------------------------- |
| —                                                                   | —                                                                     | —                                                                       |

Liberia nahm an den Olympischen Sommerspielen 2000 in der australischen Metropole Sydney mit acht Athleten teil.
Seit 1956 war es die neunte Teilnahme Liberias an Olympischen Sommerspielen.

## Flaggenträger
Der Leichtathlet Kouty Mawenh trug die Flagge Liberias während der Eröffnungsfeier im Stadium Australia.

## Übersicht der Teilnehmer

### Leichtathletik
Männer
- Sayon Cooper
100 m: 10,33 s in der ersten Runde; 10,37 s in der zweiten Runde, nicht für das Finale qualifiziert
200 m: 21,1 s in der ersten Runde, nicht für die nächste Runde qualifiziert
- Bobby True
800 m: 1:48,79 min in der ersten Runde, nicht für die nächste Runde qualifiziert
- Paul Sehzue
110 Meter Hürden: 14,18 s in der ersten Runde; 14,37 s in der zweiten Runde, nicht für das Finale qualifiziert
- Sayon Cooper, Kouty Mawenh, Koiyan Morlu, Andrew Reyes
4 × 100 Meter Staffel: 39,77 s in der ersten Runde, nicht für die nächste Runde qualifiziert

Frauen
- Grace-Ann Dinkins
100 m: 11,79 s in der ersten Runde, nicht für die nächste Runde qualifiziert
- Hannah Cooper
100 Meter Hürden: 13,51 s in der ersten Runde, nicht für die nächste Runde qualifiziert